# Lachemilla
Lachemilla là một chi thực vật có hoa trong họ Hoa hồng.

## Một số loài
Chi này chứa khoảng 60 loài, phân bố trong khu vực Andes. Đôi khi gộp trong chi Alchemilla.
- Lachemilla aequatoriensis (Rothm.) Rothm.
- Lachemilla angustata Romoleroux
- Lachemilla jamesonii (L.M.Perry) Rothm.
- Lachemilla nivalis (Kunth) Rothm.
- Lachemilla rupestris (Kunth) Rothm.
- Lachemilla sprucei (L.M.Perry) Rothm.